# Свети Георги (средновековна църква в Банско)
Вижте пояснителната страница за други значения на Свети Георги.
„Свети Георги“ е българска късносредновековна църква край град Банско, България.

## Местоположение
Църквата е разположена на около 2 km югоизточно от града. Намира се на малко възвишение по пътя към Добринище, близо до новата църква „Свети Георги“.

## Архитектура
Църквата е малка, по план е едноапсидна и еднокорабна сграда. Размерите ѝ са приблизително 3 х 5 m. Стените на храма са разрушени, но са били изградени от ломени камъни, слепени с хоросан. На запад има зид – продължение на северната стена, който най-вероятно е бил част от преддверие, издигнато по-късно. Храмът е изграден върху по-старо светилище.